# Большая Кёселия
Большая Кёселия, Кёселия Маре (рум. Chioselia Mare) — село в Кагульском районе Молдавии. Является административным центром коммуны Большая Кёселия, включающей также село Фрумушика.

## География
Село расположено на высоте 73 метров над уровнем моря.

## Население
По данным переписи населения 2004 года, в селе Большая Кёселия проживает 745 человек (367 мужчин, 378 женщин).
Этнический состав села:
| Национальность | Число жителей | Процентный состав |
| -------------- | ------------- | ----------------- |
| молдаване      | 709           | 95.17             |
| гагаузы        | 16            | 2.15              |
| болгары        | 6             | 0.81              |
| украинцы       | 5             | 0.67              |
| румыны         | 5             | 0.67              |
| русские        | 4             | 0.54              |
| Всего          | 745           | 100%              |